# 何雯娜
何 雯娜（カ・ブンナ、1989年1月19日 - ）は、中華人民共和国・福建省竜岩市新羅区出身の女子体操選手。2008年に開催された北京オリンピックのトランポリン競技では37.80の得点を記録し金メダルを獲得した。
世界選手権では2007年と2009年に団体2連覇、2009年は個人でも銀メダル獲得。2011年は団体と個人の2冠に輝き、中国に翌年のロンドンオリンピック出場権をもたらした。
ロンドンオリンピックでは予選を首位で通過するが、決勝では最終演技で跳躍に失敗し銅メダルに終わった。
2016年リオデジャネイロオリンピックにも出場するが、4位に終わり3大会連続メダル獲得ならず。